# Bhagwanpura
Bhagwanpura fou una petita thikana o jagir de l'antic principat de Mewar. Es va formar al segle XVIII per segregació de Deogarh, per una branca menor, que portà el títol de rawat. La capital era Bhagwanpura.

## Llista de rawats
- Swarup Singh, vers 1743
- Jorawar Singh, vers 1791
- Mokham Singh
- Shivdan Singh
- Sujan Singh (besnet)